# Liste von bespannten Fahrzeugen des Deutschen Heeres im Kaiserreich

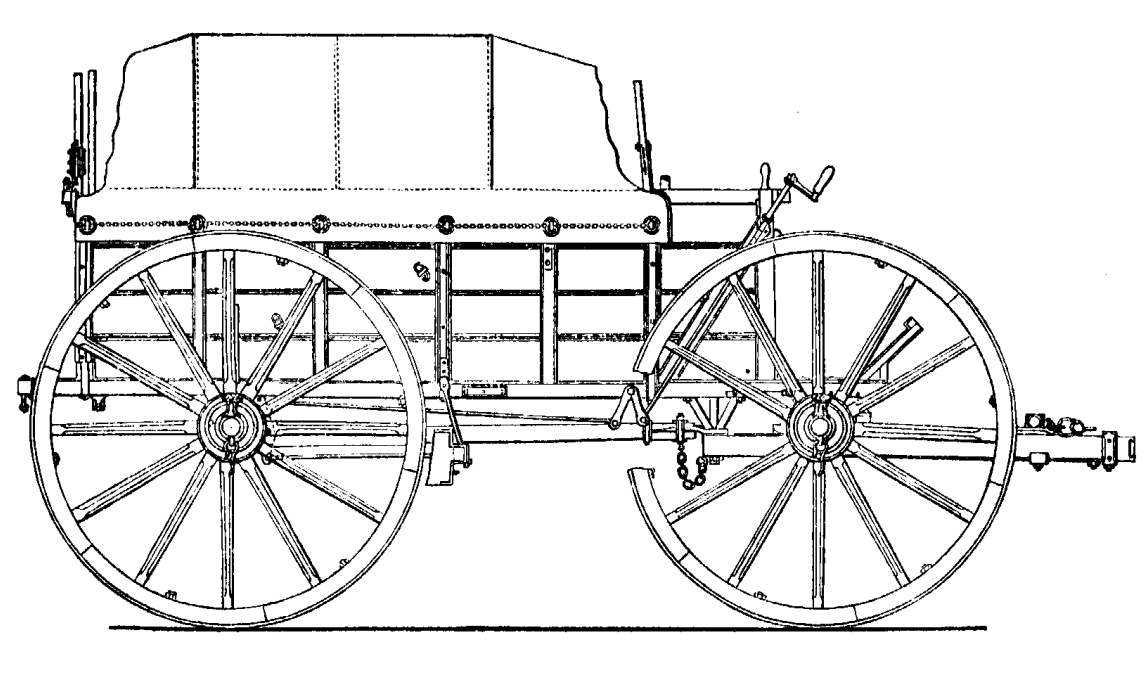
Zeichnung des Lebensmittelwagen 94 aus einer Vorschrift

In dieser Liste von bespannten Fahrzeugen des Deutschen Kaiserreiches werden Pferdefuhrwerke des Deutschen Kaiserreiches aufgezeigt.

## Bezeichnungen und Abkürzungen
Die bespannten Fahrzeuge im Deutschen Kaiserreich hatten immer ihre Nutzung als Namen und dazu das Jahr der Einführung. Die ersten Versionen hatte eine Bezeichnung wie schwerer Proviantwagen 1867, doch später fiel die komplette Jahreszahl weg und es wurden nur die letzten beiden Ziffern genutzt und ein C/ davor eingefügt. (schwerer Proviantwagen C/67) Im späteren Verlauf viel auch das C/ weg und es wurden nur die letzten beiden Ziffern genutzt. So gab es zum Beispiel den schweren Proviantwagen 05, welcher 1905 eingeführt wurde. Oder es gab die Grundversionen eines Wagens, wie dem leichter Proviantwagen 95 n/K, welcher 1895 eingeführt wurde und später durch ein neues Konzept verbessert wurde. Auf Grundlage diese Fahrzeuges gab es auch den Kompagnie-Packwagen 95 n/K oder den Infanterie-Sanitätswagen 95 N/K. Für die abgekürzte Darstellung der Fahrzeuge wurden die ersten Buchstaben der jeweiligen Fahrzeuge und dann das Jahr der Einführung in die Armee genutzt. So war die Abkürzung bei der Feldhaubitzlafette aus dem Jahr 1898 F. H. L. 98 oder beim Lebensmittelwagen von 1894 Lb. W. 94.

## Bettungswagen
| Bezeichnung                                | Abkürzung | Bemerkung                                                                                              | Bild |
| ------------------------------------------ | --------- | --- | ---- |
| Bettungswagen für 10 cm Batterien          | B. W.     | |      |
| Bettungswagen I für den 21-cm-Stahlmörser  | B. W. I   | Bettungswagen I für den 21-cm-Stahlmörser mit Bettungsmaterial, Schanzzeug und weiterem Zubehör.       |      |
| Bettungswagen II für den 21-cm-Stahlmörser | B. W. II  | Bettungswagen II für den 21-cm-Stahlmörser mit weiterem Bettungsmaterial, Messgerät und Vorratssachen. |      |
| leichter Bettungswagen                     | l. B. W.  | |      |
| schwerer Bettungswagen                     | s. B. W.  | |      |

## Beobachtungswagen
| Bezeichnung                  | Abkürzung | Bemerkung | Bild |
| ---------------------------- | --------- | --------- | ---- |
| Bataillons-Beobachtungswagen |           |           |      |
| Batterie-Beobachtungswagen   |           |           |      |

## Lafetten
| Bezeichnung                                   | Abkürzung                 | Bemerkung                                       | Bild |
| --------------------------------------------- | ------------------------- | ----------------------------------------------- | ---- |
| Feldlafette 96                                | F. L. 96                  | Vorratslafette der Artillerie-Munitionskolonnen |      |
| Feldhaubitzlafette 98                         | F. H. L. 98               | Vorratslafette der Artillerie-Munitionskolonnen |      |
| Feldkanonenlafette C/73 Feldkanonenlafette 73 | F. K. L. C/73 F. K. L. 73 |                                                 |      |

## Feldküchen
| Bezeichnung       | Abkürzung | Bemerkung | Bild |
| ----------------- | --------- | --------- | ---- |
| Feldküche (groß)  |           |           |      |
| Feldküche (klein) |           |           |      |

## Feldschmiedewagen
| Bezeichnung          | Abkürzung   | Bemerkung | Bild |
| -------------------- | ----------- | --- | ---- |
| Feldschmiede C/42    | Fs. C/42    | |      |
| Feldschmiede C/69    | Fs. C/69    | Feldschmiede bei den Landsturm-Batterien Artillerie-Munitions-Kolonnen C/64/73 Reserve-Artillerie-Munitions-Kolonnen C/64/73 Material-Reserve-Artillerie-Munitions-Kolonnen C/64/73 Material-Reserve-Artillerie-Munitions-Kolonnen C/42/73 Infanterie-Munitions-Kolonnen C/59/69 |      |
| Feldschmiede C/69/73 | Fs. C/69/73 | |      |
| Feldschmiede C/73    | Fs. C/73    | Feldschmiede bei den Reserve-Ersatz-Batterien C/73 leichten Material-Reserve-Batterien C/73 |      |
| Feldschmiede C/73/88 | Fs. C/73/88 | Feldschmiede bei den fahrenden Feld-Batterien Reserve-Batterien fahrenden Ersatz-Batterien Landwehr-Batterien schweren Material-Reserve-Batterien Artillerie-Munitions-Kolonnen C/73 Infanterie-Munitions-Kolonnen C/74/73                                                       |      |
| Feldschmiede C73/96  | Fs. 73/96   | |      |
| Feldschmiede C/88    | Fs. C/88    | Feldschmiede bei den reitenden Feld-Batterien reitenden Ersatz-Batterien fahrenden Feld-Batterien Munitions-Fuhrpark-Kolonnen |      |

## Kastenwagen
| Bezeichnung          | Abkürzung     | Bemerkung | Bild |
| -------------------- | ------------- | --------- | ---- |
| leichter Kastenwagen | l. Kast. W.   |           |      |
| Kastenwagen C/71     | Kast. W. C/71 |           |      |
| Kastenwagen C/83     | Kast. W. C/83 |           |      |

## Lebensmittelwagen
| Bezeichnung          | Abkürzung | Bemerkung | Bild |
| -------------------- | --------- | --------- | ---- |
| Lebensmittelwagen 94 | Lb. W. 94 |           |      |

## Leiterwagen
| Bezeichnung      | Abkürzung     | Bemerkung | Bild |
| ---------------- | ------------- | --------- | ---- |
| Leiterwagen C/32 | Leit. W. C/32 |           |      |

## Mineurwagen
| Bezeichnung        | Abkürzung | Bemerkung | Bild |
| ------------------ | --------- | --------- | ---- |
| Feldmineurwagen 71 |           |           |      |
| Feldmineurwagen 87 |           |           |      |

## Munitionswagen
| Bezeichnung                                | Abkürzung         | Bemerkung | Bild |
| ------------------------------------------ | ----------------- | --- | ---- |
| Batterie-Munitionswagen C/88               | Batt. M. W. C/88  | Munitionswagen der reitenden Batterien reitenden Ersatz-Batterien fahrenden Feld-Batterien                                                                                         |      |
| Batterie-Munitionswagen C/96               | Bat. M. W. C/96   | |      |
| eiserner Munitions-Transportwagen          | eis. M. Tr. W     | Munitionstransportwagen in Festungen |      |
| Feldhaubitz-Munitionswagen 98              | F. H. M. W. 98    | |      |
| Fußartillerie-Munitionswagen 02            |                   | |      |
| Haubitzmunitionswagen 88/98                | H. M. W. 88/98    | Munitionswagen der Artillerie-Munitionskolonnen |      |
| Infanterie-Patronenwagen Württemberg 73.06 | I. P. W. W. 73.06 | Munitionswagen der Württembergischen Munitionskolonnen der Feldartillerie |      |
| Infanterie-Patronenwagen C/74              | P. W. C/74        | Patronenwagen der Infanterie-Munitions-Kolonnen C/74/73 |      |
| Infanterie-Patronenwagen 96                | I. P. W. 96       | Patronenwagen der Infanterie-Munitionskolonnen |      |
| Infanterie-Patronenwagen Württemberg 96.07 | I. P. W. W. 96.07 | Munitionswagen der Württembergischen Munitionskolonnen der Feldartillerie |      |
| Kompagnie-Patronenwagen 87                 |                   | |      |
| Kompagnie-Patronenwagen 97                 |                   | |      |
| leichter Munitionswagen C/73               | l. M. W.          | Genutzt bei sämtlichen leichten, fahrbaren Batterien |      |
| Munitionswagen C/73/88                     | M. W. C/73/88     | Munitionswagen der fahrenden Reserve-Batterien |      |
| Munitionstransportwagen 73/96              | M. Tr. W. 73/96   | Munitionswagen der Etappen-Munitionskolonnen |      |
| Munitionswagen 88/96                       | M. W. 88/96       | Munitionswagen der Artillerie-Munitionskolonnen |      |
| Munitionswagen 96 n/A                      | M. W. 96 n/A      | Munitionswagen der Artillerie-Munitionskolonnen |      |
| Munitionstransportwagen                    | M. Tr. W.         | |      |
| Patronen-Transportwagen C/72               | P. Tr. W.         | Munitionswagen der Kolonnen des Feld-Munitions-Parks |      |
| Patronenwagen C/42/61                      | P. W. C/42/61     | Patronenwagen der Material-Reserve-Infanterie-Munitions-Kolonnen C/42/61 |      |
| Patronenwagen C/59                         | P. W. C/95        | Patronenwagen der Infanterie-Munitions-Kolonnen C/59/69 Reserve-Infanterie-Munitions-Kolonnen C/59/69                                                                              |      |
| Patronenwagen C/64                         | P. W. C/64        | Patronenwagen der Reserve-Infanterie-Munitions-Kolonnen C/64/69 |      |
| schwerer Munitions-Transportwagen C/72/73  | s. M. Tr. W.      | Munitionswagen der Kolonnen des Feld-Munitions-Parks |      |
| schwerer Munitionswagen C/42/73            | s. M. W. C/42/73  | Munitionswagen der Material-Reserve-Artillerie-Munitions-Kolonnen C/42/73 |      |
| schwerer Munitionswagen C/64/73            | s. M. W. C/64/73  | Munitionswagen der Artillerie-Munitions-Kolonnen C/64/73 Reserve-Artillerie-Munitions-Kolonnen C/64/73 Material-Reserve-Artillerie-Munitions-Kolonnen C/64/73                      |      |
| schwerer Munitionswagen C/73               | s. M. W.          | Munitionswagen der fahrenden Feld-Batterien Reserve-Batterien fahrenden Ersatz-Batterien Landwehr-Batterien schweren Material-Reserve-Batterien Artillerie-Munitions-Kolonnen C/73 |      |

## Packwagen
| Bezeichnung                       | Abkürzung      | Bemerkung                                                                           | Bild |
| --------------------------------- | -------------- | ----------------------------------------------------------------------------------- | ---- |
| Kavallerie-Stabspackwagen M.72/88 |                |                                                                                     |      |
| Kompagnie-Packwagen 70            |                |                                                                                     |      |
| Kompagnie-Packwagen 95 n. K.      |                |                                                                                     |      |
| Packwagen 02                      |                |                                                                                     |      |
| Packwagen C/48/62                 | Pk. W. C/48/62 | Packwagen bei den Fuß-Artillerie-Kompanien Park-Kompanien                           |      |
| Packwagen C/77                    | Pk. W. C/77    | Packwagen für die Feld-Artillerie Fuß-Artillerie                                    |      |
| Packwagen C/87                    | Pk. W. C/87    | Packwagen für die Stäbe und Kompanien Feld-Batterien Munitions-Kolonnen-Abteilungen |      |

## Protzen
| Bezeichnung                                     | Abkürzung    | Bemerkung                                                   | Bild |
| ----------------------------------------------- | ------------ | ----------------------------------------------------------- | ---- |
| 10 cm Protze                                    | 10 cm P.     |                                                             |      |
| 21-cm-Mörserprotze                              | 21 cm M. P.  | Protze zur Fahrbarmachung der Lafette des 21-cm-Stahlmörser |      |
| Feldprotze 96                                   | F. P. 96     | Vorratslafette der Artillerie-Munitionskolonnen             |      |
| Feldprotze 96 n/A                               | F. P. 96 n/A |                                                             |      |
| Feldhaubitzprotze 98                            | F. H. Pr. 98 | Vorratslafette der Artillerie-Munitionskolonnen             |      |
| schwere 9-cm-Protze                             |              |                                                             |      |
| schwere 9-cm-Protze C/73 schwere 9-cm-Protze 73 |              |                                                             |      |
| schwere Feldhaubitz-Protze                      | s. F. H. Pr. | zur Fahrbarmachung der 15-cm-schweren Feldhaubitze          |      |

## Proviantwagen
| Bezeichnung                       | Abkürzung | Bemerkung | Bild |
| --------------------------------- | --------- | --------- | ---- |
| leichter Proviantwagen C/95       |           |           |      |
| leichter Proviantwagen 95 n/K     |           |           |      |
| geschlossener Proviantwagen M./84 |           |           |      |
| offener Proviantwagen M./84       |           |           |      |
| Proviantwagen 16                  |           |           |      |
| schwerer Proviantwagen C/67       |           |           |      |
| schwerer Proviantwagen C/87       |           |           |      |
| schwerer Proviantwagen 95         |           |           |      |
| schwerer Proviantwagen 05         |           |           |      |

## Rohrwagen
| Bezeichnung                         | Abkürzung | Bemerkung                                                                      | Bild |
| ----------------------------------- | --------- | ------------------------------------------------------------------------------ | ---- |
| Rohrwagen für den 21-cm-Stahlmörser | R. W.     | Rohrwagen für den 21-cm-Stahlmörser zum Transport und Installation des Rohres. |      |

## Sanitätswagen
| Bezeichnung                     | Abkürzung | Bemerkung | Bild |
| ------------------------------- | --------- | --------- | ---- |
| Infanterie-Sanitätswagen 70     |           |           |      |
| Infanterie-Sanitätswagen 97     |           |           |      |
| Infanterie-Sanitätswagen 97 n-K |           |           |      |

## Schanzzeugwagen
| Bezeichnung           | Abkürzung | Bemerkung                      | Bild |
| --------------------- | --------- | ------------------------------ | ---- |
| Schanzzeugwagen       |           | Fahrzeug für die Fußartillerie |      |
| Schanzzeugwagen 42/73 |           |                                |      |
| Schanzzeugwagen 59    |           |                                |      |
| Schanzzeugwagen 75    |           |                                |      |
| Schanzzeugwagen 87    |           |                                |      |

## Vorratswagen
| Bezeichnung                      | Abkürzung           | Bemerkung | Bild |
| -------------------------------- | ------------------- | --- | ---- |
| Vorrathswagen Nummer 2 C/69      | V. W. Nr. 2 C/69    | Vorratswagen bei den Landsturm-Batterien C/73/69 Artillerie-Munitions-Kolonnen C/64/73 Reserve-Artillerie-Munitions-Kolonnen C/64/73 Material-Reserve-Artillerie-Munitions-Kolonnen C/64/73 Reserve-Infanterie-Munitions-Kolonnen C/64/69 |      |
| Vorrathswagen Nummer 3 C/69      | V. W. Nr. 3 C/69    | Vorratswagen bei den Landsturm-Batterien C/73/69 Artillerie-Munitions-Kolonnen C/64/73 Reserve-Artillerie-Munitions-Kolonnen C/64/73 Material-Reserve-Artillerie-Munitions-Kolonnen C/64/73 Reserve-Infanterie-Munitions-Kolonnen C/64/69 |      |
| Vorrathswagen C/73               | V. W. C/73          | Vorratswagen bei den Reserve-Ersatz-Batterien C/73 Material-Reserve-Batterien C/73 Landsturm-Batterien C/73 |      |
| Vorrathswagen C/73/88            | V. W. C/73/88       | Vorratswagen bei den fahrenden Feld-Batterien Reseve-Batterien fahrenden Ersatz-Batterien Landwehr-Batterien schweren Material-Reserve-Batterien Artillerie-Munitions-Kolonnen C/73 Infanterie-Munitions-Kolonnen C/74/73                 |      |
| Vorrathswagen Nummer 1 C/73/69   | V. W. Nr. 1 C/73/69 | Vorratswagen bei den Landsturm-Batterien C/73/69 |      |
| Vorrathswagen Nummer 2 C/73/69   | V. W. Nr. 2 C/73/69 | Vorratswagen bei den Landsturm-Batterien C/73/69 |      |
| Vorratswagen 73.96               | V. W. 73.96         | |      |
| Vorrathswagen C/88               | V. W. C/88          | Vorratswagen bei den reitenden Feld-Batterien reitenden Ersatz-Batterien fahrenden Feld-Batterien |      |
| Vorratswagen für 10 cm Batterien |                     | |      |
| Vorratswagen                     |                     | |      |